# Sciomesa ochroneura
Sciomesa ochroneura là một loài bướm đêm trong họ Noctuidae.